# 多塞特泰迪熊博物館
50°42′56″N 2°25′58″W / 50.7155199°N 2.4328699°W
多塞特泰迪熊博物館是英格兰多塞特郡多爾切斯特一所泰迪熊博物馆。
该博物馆中有泰迪熊的房子 ，并展示古董和其他泰迪熊。 其中包括帕丁頓熊， 魯珀特熊，以及小熊维尼。最早的泰迪熊可追溯到1906年，還有真实大小的泰迪熊(life-sized bears)。